# Giovanni Saziari
Giovanni Saziari, noto anche come beato Giovannino da Cagli (Cagli, 1327 – 21 aprile 1372), è stato un religioso italiano del Terzo ordine francescano.

## Biografia
Nacque nel quartiere di Sant'Agostino della città di Cagli da genitori di umile estrazione. Si trattava di un uomo di modeste condizioni, celibe, appartenente al Terzo ordine francescano e che traeva sostentamento da un piccolo terreno di sua proprietà, situato in località oggi detta Cabaldello, esercitando il mestiere del contadino.
Visse a Cagli, nel periodo delle libertà comunali e delle lotte fra castelli per la contesa dei territori, mentre alla guida della diocesi di Cagli si succedettero i vescovi: Alberto Siccardi (1328-1339), Pietro II (1340-1342), Guido Luzi (1342-1353) e Tommaso Sferrati (1353- 1379), francescano, che consacrò la stessa chiesa di San Francesco nel 1369.
Come riportano le cronache degli storici cagliesi ebbe fama di guaritore, in quanto si verificarono numerosi casi in cui i malati di peste che a lui ricorrevano durante l'imperversare del morbo in città trovavano miracolosamente guarigione per sua intercessione. L'aura di santità esplose alla sua morte e continuò a perpetrarsi anche nei secoli successivi.
Il pio contadino di Cagli ha donato "uno straordinario esempio di santità vissuto nella modestia della vita quotidiana" e precisa che "un notaio di Imola, nel 1374 registrò ufficialmente alcuni miracoli. In un antico documento del 1441 è già chiamato beato".

## Sepoltura
Nella chiesa di san Francesco a Cagli, presso l'altare detto della Concezione nell'arco del coro, nell'anno 1372 fu realizzata un'urna marmorea opera di Mastro Antonio, tra i più celebri scalpellini del tempo, per celebrare e accogliere le spoglie mortali di Giovanni Saziari da Cagli, che chiuse i suoi giorni a Cagli il 21 aprile 1372 in odore di santità.
Il suddetto altare venne demolito successivamente nel 1642, per ammodernare l'aula della chiesa attraverso quella che si riteneva una più armonica impostazione al sacro tempio. Da allora le spoglie mortali del beato Giovanni Saziari si trovano custodite in un'urna lignea posta sopra la mensa dell'altare della Madonna della Neve (terzo altare laterale destro).
Accanto a esso l'iscrizione commemorativa superstite recita così: Miraculus claret hic sanctus ut semper apparet quem Deus Deorum vocavit ad regna Coelorum. Hoc opus fecit magister Antonius de Callio ab nomine B. Johannis tempore guardianatus fratris Samperj de Urbino. MCCLXXII.
Da ciò si possono ricavare dunque le prime informazioni su Giovanni Saziari: la data della morte, risalente al 21 aprile 1372 e la fama di santità dovuta a una serie di miracolose guarigioni ottenute per sua intercessione.
Non se ne conosce la data di nascita, ma dalla settecentesca ricognizione delle reliquie è stato possibile determinare che alla morte il beato Giovanni avesse circa 45 anni e fosse di statura inferiore alla media.

## Beatificazione
Il 9 dicembre 1980, con decreto della Sacra Congregazione per il culto divino e la disciplina dei sacramenti, è stato riconosciuto il culto del beato Giovanni per la città e per la diocesi di Cagli, determinando che la sua celebrazione nel giorno 21 aprile di ogni anno fosse inserita nel proprio calendario con il grado di “memoria”.